# Anisopappus bampsianus
Anisopappus bampsianus es una especie de planta floral perteneciente al género Anisopappus, categorizada en la tribu Athroismeae, de la subfamilia Asteroideae. Fue descrita por Lisowski.
Fue publicada en Bull. Jard. Bot. Natl. Belg. 56: 199 (1986). Especie nativa de Zaire, República Democrática del Congo y Angola que crece en el bioma tropical.